# Navia Nguyen
Navia Nguyen (Saigon, 1973) è un'attrice e modella vietnamita naturalizzata statunitense.

## Biografia
Nata nel Vietnam del Sud ma cresciuta a New York, si trasferì a Londra per frequentare il Central Saint Martins College of Art and Design, dove fu notata da un fotografo mentre si trovava a Camden Town.
È apparsa su molte riviste (tra cui Project X, Elle, Cosmopolitan, Sports Illustrated) ed ha prestato il suo volto nelle pubblicità di Chanel, Charles Jourdan, Diesel, Gap, Hennessey, John Galliano, Karl Lagerfeld, Mark Jacobs, Tommy Hilfiger, Ulta Cosmetics.
È stata la prima modella di origini asiatiche ad apparire nel calendario Pirelli, nel 1996.
Dal 1998 ha iniziato anche una carriera di attrice, che l'ha portata a recitare in Hitch - Lui sì che capisce le donne, Memorie di una Geisha, The Quiet American, oltre che nelle serie TV As If e Sex and the City.